# Реакція Гека
Реакція Гека (англ. Heck reaction) (також відома як Реакція Мізорокі — Гека, англ. Mizoroki-Heck reaction) — хімічна реакція сполучення ненасичених галогенопохідних (або трифлатів) з алкенами у присутності сильних основ і каталізаторів на основі Pd(0).
Реакція названа на честь американського хіміка Річарда Гека.
Класичними компонентами реакції Гека є арил-, бензил- або вінілгалогеніди, а також алкени, що містять принаймні один атом водню, і є як правило електрондефіцитними сполуками (такими, як, наприклад, похідні акрилової кислоти).
Каталізатором може слугувати тетракіс(трифенілфосфін)паладій(0), хлорид паладію або ацетат паладію(II). Лігандами паладію в цій реакції є, як правило, трифенілфосфін або BINAP. Як основу використовують тріетиламін, карбонат калію або ацетат натрію.
Цій реакції були присвячені декілька оглядових публікацій.